# Doom (seria)
Doom – seria strzelanek pierwszoosobowych stworzona przez id Software. Każda część koncentruje się na bezimiennym marine działającym na zlecenie Union Aerospace Corporation (UAC) i walczącym z hordami demonów i nieumarłych.
Pierwsza część serii, wydana w 1993 roku, uznawana jest za pioniera gier FPS, chociaż tytuły reprezentujące ten gatunek powstawały już wcześniej. Doom był jedną z pierwszych gier na komputerach osobistych zawierających grafikę 3D i umożliwiających poruszanie się w trzech wymiarach. Producent umożliwił graczom tworzenie modyfikacji oraz zapewnił możliwość rozgrywki wieloosobowej przez sieć.
Doom doczekał się wielu kontynuacji, rozszerzeń oraz dwóch filmów – Dooma z 2005 roku oraz Doom: Annihilation z 2019 roku.

## Gry
Źródło: Gry-Online

### Główna seria
- Doom (1993)
  - The Ultimate Doom (1995)
- Doom II (1994)
- Doom 3 (2004)
  - Doom 3: Resurrection of Evil (2005)
  - Doom 3 BFG Edition (2012)
- Doom (2016)
- Doom Eternal (2020)
- Doom: The Dark Ages (2025)

### Spin-offy
- Final Doom (1996)
- Doom 64 (1997)
- Doom RPG
- Doom Resurrection (2009)
- Doom II RPG (2010)

## Filmy
- Doom (2005)
- Doom: Annihilation (2019)